# Anže Tavčar
Anže Tavčar, slovenski plavalec, * 2. december 1994.
Tavčar je za Slovenijo nastopil na plavalnem delu Poletnih olimpijskih iger 2016 v Rio de Janeiru, kjer je osvojil 36. mesto na 100 m prosto in 39. mesto na 200 m prosto.